# Liberty University
La Liberty University (in inglese: Liberty University) è un'università cristiana evangelica battista statunitense situata a Lynchburg, in Virginia. La Liberty è un membro della Association of Southern Baptist Colleges and Schools.

## Storia
L'università fu fondata sotto il nome di "Lynchburg Baptist College" da Jerry Falwell nel 1971. Nel 1994, ottenne lo status di università e adottò il suo nome attuale.

## Dottrina
L'istituzione è di tendenza evangelica cristiana conservatrice. La Liberty University insegna il creazionismo della "terra giovane", una versione del creazionismo che interpreta la Bibbia come un libro di scienze naturali e storia. Questa interpretazione letterale dei testi si basa sulla convinzione che questi testi sono ispirati da Dio come verità assolute, definitive e indiscutibili.